# Begraafplaats van Anloy-Bruyères
De Cimetière d'Anloy-Bruyères is een militaire begraafplaats met Franse en Duitse gesneuvelden uit de Eerste Wereldoorlog, gelegen in het Belgische dorp Anloy. De begraafplaats ligt zo'n 2,5 kilometer ten zuidwesten van het dorpscentrum, langs de weg naar Framont. Er worden 1.605 gesneuvelde militairen herdacht, van wie zo 1.012 Duitsers en 593 Fransen. Het grondplan heeft een driehoekige vorm. Aan de noordkant bevindt zich een cirkelvormig herdenkingsgebouw.
Op 22 augustus 1914 kwamen hier een Frans en Duits korps tegenover elkaar te staan in de vlakte en het bos. Er werd zwaar gestreden en uiteindelijk trokken de Fransen zich terug tot Fays-les-Veneurs en Paliseul. Het slagveld lag bezaaid met gesneuvelde soldaten en hun paarden. De Duitsers lieten aanvankelijk massagraven maken. In 1916 besloten ze uiteindelijk om militaire begraafplaatsen aan te leggen. In Anloy kwamen er twee begraafplaatsen, namelijk een ten zuiden van het dorp in het bos langs de weg naar Jehonville en een ten zuidwesten van het dorp langs de weg naar Framont, Anloy-Heide of Anloy-Bruyères. In juni 1918 werden beide begraafplaatsen ingewijd.
Na de oorlog werd het aantal begraafplaatsen teruggebracht en werden verschillende graven verzameld. De begraafplaats Anloy-Bois werd buiten dienst gesteld. De 147 Franse graven werden overgebracht naar de militaire begraafplaatsen van Bellefontaine en Baranzy. De 103 Duitse graven werden overgebracht naar Anloy-Bruyères, dat ook nog werd vergroot met graven uit de begraafplaats van Orgeo-Biourge en andere naburige begraafplaatsen.